# 藪内節庵
藪内 節庵（やぶのうち せつあん、慶応4年1月17日（1868年2月10日） - 昭和15年（1940年）9月20日）は、日本の茶人。本名は乙弥（おとや）。4代福田隨竹庵。野村徳七をはじめとする実業家を多数門下に抱え、流派を超えて財閥・財界人と交流し、明治後期から昭和初期にかけての茶道の隆盛に大きく影響を与えた。
養父（休々斎竹翠紹智）に学んで鑑識に優れた一方で茶室建築や築庭にも精通し、節庵が設計した茶室・庭園が現在も日本国内各地に点在している。

## 来歴
藪内九代・宝林斎竹露の次男として京都に生まれた。実兄はのちの藪内11代・透月斎竹窓である。明治7年（1874年）に実父の宝林斎が逝去した時、節庵は6歳で、藪内家の継承者である実兄もわずか9歳であった。この幼い二人を養育し、藪内家を存続させるため、加賀大聖寺侯の茶頭であった福田家3代隨竹庵・休々斎が婿養子として藪内家に入り、10代竹翠紹智を襲名、のちの透月斎と節庵の養父となる。
その後、実兄が11代竹窓紹智を襲名し、養父・休々斎は大阪吹田へ隠棲した。それに伴い節庵も大阪へと移り、養父の実家である福田家の養子となり、隨竹庵を継承した。

## 4代隨竹庵として
隨竹庵を継承した節庵は、門下に野村徳七・村山龍平らをはじめとする当時の有力な財界人を抱え、流派を問わず財閥・実業家と広く交流し、大阪を拠点に「篠園会」「十八会」等を組織・主宰した。これらの会では毎月会員内で亭主を順番に担当し、各々の自慢のコレクションを取り合わせた、名物・名品揃いの月釜を開催していた。当時のコレクションの多くは、野村美術館・香雪美術館・三井記念美術館等、国内各地の財閥系美術館に所蔵されている。
また、節庵は茶室建築・築庭にも精通し、三井高棟に招かれて本邸や箱根別邸の茶室・日本庭園を設計し、国宝「如庵」を大磯に移築した。ジョサイア・コンドル設計「綱町三井倶楽部」に付属する19,800m2（約6,000坪）の日本庭園も、節庵の設計である。その他、大徳寺塔頭真珠庵「庭玉軒」、水無瀬神宮「灯心席」等の修復、篠園会会員の協力を得て大阪天満宮・天野山金剛寺に茶室・庭園を寄贈した。
当時の大阪にあった節庵の邸宅は、三井高棟別邸を移築した正八角形の母屋を持つ洋館であったが、第二次世界大戦時に同邸宅は取り壊され、現存していない。その離れの書庫があった場所には現在、吹田市役所がある。

## 主な門下
- 野村得庵
- 村山玄庵
- 三井泰山
- 山口吉郎兵衛
- 西尾積翠庵
- 貴志聴雪
- 梅上尊融
- 上野有竹
- 太田芦庵